# Пять долларов с изображением Свободы в тюрбане
5 долларов США с изображением Свободы в тюрбане (англ. Turban Head Half Eagle) — золотые монеты США номиналом в 5 долларов, которые чеканились с 1795 по 1807 годы. За всё время было отчеканено немногим более 335 тысяч экземпляров. Несмотря на незначительный тираж монета имеет много разновидностей.

## История
Выпуск золотой монеты номиналом в 5 долларов был прописан в монетном акте 1792 года. Однако первая монета была отчеканена лишь тремя годами позже, став первой отчеканенной золотой монетой США. Гравёр Роберт Скот в качестве модели для изображения Свободы на аверсе использовал портрет Анны Виллинг Бинхем, считавшейся одной из самых красивых женщин США, кисти знаменитого художника Гилберта Стюарта. При этом, в отличие от серебряных монет, на золотых Свобода была в модном на тот момент в США фасоне женской шляпки, похожей на тюрбан. Отсюда монета и получила своё название англ. Turban Head Half Eagle.
Изображение Свободы на аверсе обрамлено по бокам звёздами, сверху располагается надпись «LIBERTY», а снизу год выпуска.
На реверсе монеты находится белоголовый орлан — геральдический символ США. Существует два основных типа реверса. Первый представляет собой изображение белоголового орлана с расправленными крыльями, держащего в клюве венок. С 1798 года изображение было изменено в соответствии с изображением орлана на Большой печати США. Дизайн реверса был впоследствии перенесён на следующий тип 5-долларовых золотых монет — 5 долларов с изображением Свободы в колпаке.
При включении в состав США новых штатов на изображение монеты (как на аверс, так и на реверс) вначале добавлялись звёзды, затем их количество было уменьшено до 13 (число первых штатов, обретших независимость и образовавших объединённое государство).
Все монеты этого типа чеканились на монетном дворе Филадельфии, Пенсильвания.

## Тираж
Все монеты данного типа чеканились на монетном дворе Филадельфии.
| Год  | Тираж  |
| ---- | ------ |
| 1795 | 8 707  |
| 1796 | 6 196  |
| 1797 | 3 609  |
| 1798 | 24 867 |
| 1799 | 7 451  |
| 1800 | 37 628 |
| 1802 | 53 176 |
| 1803 | 33 506 |
| 1804 | 30 475 |
| 1805 | 33 183 |
| 1806 | 64 093 |
| 1807 | 32 488 |

Суммарный тираж монеты составляет более 335 тысяч экземпляров.